# قبه الکردی
قبه الکردی (به عربی: قبة الکردی) یک روستا در سوریه است که در ناحیه مرکزی سلمیه واقع شده‌است. قبه الکردی ۴۳۸ نفر جمعیت دارد.